# Lâm Kiến Minh
Lâm Kiến Minh là nữ diễn viên nổi tiếng ở 2 thập niên 70, 80 thế kỉ 20. Cô từng tham gia rất nhiều phim truyền hình do Hồng Kông - TVB sản xuất. Là diễn viên cùng thời với Triệu Nhã Chi, Hoàng Hạnh Tú, Lữ Hữu Huệ, Trần Phúc Sinh, Âu Dương Phối San và Dương Phán Phán,... Lâm Kiến Minh cũng tham gia một số phim điện ảnh như Sóng ngầm, Viết trong gió...

vai diễn để lại nhiều ấn tượng nhất là vai Khang Mẫn trong Thiên long bát bộ (phim truyền hình 1982).

## Các phim đã tham gia
- Hương Thành Lảng Tử
- Thiên Long Bát Bộ
- Bến Thượng Hải
- Xướng Ngôn Viên
- Bay Qua 17 Tầng
- Ma Vui Vẻ
- Vượt Biên
- Lữ Tứ Nương